# Franklin (Manitoba)
Pour les articles homonymes, voir Franklin.
Franklin est une ancienne municipalité rurale du Manitoba, au Canada située à l'extrême-sud, près de la frontière avec les États-Unis. Elle a été fusionnée le 1er janvier 2015 avec la ville d'Emerson pour former la municipalité d'Emerson-Franklin.

## Démographie
| 2001  | 2006  | 2011  | 2016  |
| ----- | ----- | ----- | ----- |
| 1 781 | 1 768 | 1 768 | 1 849 |